# Municipio Nazacara de Pacajes
Das Municipio Nazacara de Pacajes liegt im Departamento La Paz im südamerikanischen Anden-Staat Bolivien.

## Lage im Nahraum
Das Municipio Nazacara de Pacajes ist eines von acht Municipios der Provinz Pacajes und liegt im nordwestlichen Teil der Provinz. Es grenzt im Westen an die Provinz Ingavi und im Süden, Osten und Norden an das Municipio Caquiaviri.
Das Municipio umfasst nur zwei Ortschaften (localidades), der zentrale Ort des Municipios ist Nazacara mit 382 Einwohnern im nordöstlichen Teil des Municipios. (2012)

## Geographie
Das Municipio Nazacara de Pacajes liegt auf einer mittleren Höhe von 3800 m südlich des Titicacasees auf dem bolivianischen Altiplano zwischen den Anden-Gebirgsketten der Cordillera Occidental im Westen und der Cordillera Central im Osten.
Die mittlere Jahrestemperatur der Region liegt bei 7 °C, der Jahresniederschlag beträgt 500 bis 600 mm (siehe Klimadiagramm Comanche). Die Region weist ein ausgeprägtes Tageszeitenklima auf, die Monatsdurchschnittstemperaturen schwanken nur unwesentlich zwischen 4 °C im Juni/Juli und knapp 9 °C im Dezember. Die Monatsniederschläge liegen zwischen unter 15 mm von Mai bis August und über 100 mm im Januar und Februar.

## Bevölkerung
Die Einwohnerzahl des Municipio Nazacara de Pacajes ist zwischen 1992 und 2024 auf fast das Dreißigfache angestiegen:
| Jahr | Einwohner | Quelle       |
| ---- | --------- | ------------ |
| 1992 | 135       | Volkszählung |
| 2001 | 267       | Volkszählung |
| 2012 | 619       | Volkszählung |
| 2024 | 3990      | Volkszählung |

Das Municipio hatte bei der letzten Volkszählung von 2024 eine Bevölkerungsdichte von 173,5 Einwohnern/km². Die Lebenserwartung der Neugeborenen lag im Jahr 2001 bei 61,0 Jahren, die Säuglingssterblichkeit ist von 8,2 Prozent (1992) auf 6,9 Prozent im Jahr 2001 gesunken.
Der Alphabetisierungsgrad bei den über 19-Jährigen beträgt 75,6 Prozent, und zwar 95,0 Prozent bei Männern und 55,3 Prozent bei Frauen (2001).
84,8 Prozent der Bevölkerung sprechen Spanisch und 96,6 Prozent sprechen Aymara. (2001)
74,8 Prozent der Bevölkerung haben keinen Zugang zu Elektrizität, 75,7 Prozent leben ohne sanitäre Einrichtung (2001).

## Politik
Ergebnis der Regionalwahlen (concejales del municipio) vom 4. April 2010:
| Wahl- berechtigte |  | Wahl- beteiligung | gültige Stimmen |  | MAS-IPSP | MSM    |
| ----------------- |  | ----------------- | --------------- |  | -------- | ------ |
| 243               |  | 208               | 136             |  | 95       | 41     |
|                   |  | 85,6 %            | 65,4 %          |  | 69,9 %   | 30,1 % |

Ergebnis der Regionalwahlen (elecciones de autoridades políticas) vom 7. März 2021:
| Wahl- berechtigte |  | Wahl- beteiligung | gültige Stimmen |  | MAS-IPSP | J.A.LLALLA.L.P. | MTS    | C-A    | PBCSP  | SOL.BO |
| ----------------- |  | ----------------- | --------------- |  | -------- | --------------- | ------ | ------ | ------ | ------ |
| 326               |  | 260               | 210             |  | 108      | 59              | 16     | 8      | 5      | 4      |
|                   |  | 79,75 %           | 80,77 %         |  | 51,43 %  | 28,10 %         | 7,62 % | 3,81 % | 2,38 % | 1,90 % |

## Gliederung
Das Municipio ist nicht weiter in Kantone (cantones) untergliedert und umfasst die folgenden beiden Ortschaften:

## Ortschaften im Municipio Nazacara de Pacajes
- Nazacara de Pacajes 382 Einw. – Mapa Chico 237 Einw.